# Новиков, Пётр Сергеевич (Герой Советского Союза)
Пётр Серге́евич Но́виков (1910—1978) — подполковник Советской Армии, участник Великой Отечественной войны, Герой Советского Союза (1945).

## Биография
Пётр Новиков родился 22 января 1910 года в посёлке Колодезный (ныне — Каширский район Воронежской области). После окончания средней школы проживал и работал в Москве. Параллельно с работой занимался в планерной школе. В 1932—1933 годах служил в Рабоче-крестьянской Красной Армии, окончил школу младших авиационных специалистов. После демобилизации проживал и работал в Ленинграде. Окончил Коктебельскую Высшую лётно-планерную школу, аэроклуб и школу лётчиков-инструкторов в Ленинграде. В 1939 году Новиков повторно был призван в армию. Участвовал в боях советско-финской войне. С марта 1943 года — на фронтах Великой Отечественной войны.
К марту 1945 года старший лейтенант Пётр Новиков командовал эскадрильей 943-го штурмового авиаполка 277-й штурмовой авиадивизии 1-й воздушной армии 3-го Белорусского фронта. К тому времени он совершил 135 боевых вылета на штурмовку скоплений боевой техники и живой силы противника, нанеся ему большие потери.
Указом Президиума Верховного Совета СССР от 19 апреля 1945 года за «мужество и героизм, проявленные на фронте борьбы с немецкими захватчиками», старший лейтенант Пётр Новиков был удостоен высокого звания Героя Советского Союза с вручением ордена Ленина и медали «Золотая Звезда» за номером 4721.
Участвовал в Параде Победы. После окончания войны продолжал службу в Советской Армии. В 1951 году Новиков окончил Высшие лётно-тактические курсы. В 1959 году в звании полковника он был уволен в запас. Проживал и работал в Ленинграде. Умер 29 мая 1978 года, похоронен на Южном кладбище Санкт-Петербурга.
Был также награждён тремя орденами Красного Знамени, орденами Суворова 3-й степени и Отечественной войны 2-й степени, рядом медалей.